# Allepyris
Allepyris is een geslacht van vliesvleugelige insecten van de familie platkopwespen (Bethylidae).

## Soorten
- A. mesitioides Duchaussoy, 1916
- A. microneurus Kieffer, 1906
- A. ruficrus Kieffer, 1906
- A. seticornis Duchaussoy, 1916